# Cuba en los Juegos Olímpicos de México 1968
Cuba estuvo representada en los Juegos Olímpicos de México 1968 por un total de 115 deportistas, 101 hombres y 14 mujeres, que compitieron en 13 deportes.
El portador de la bandera en la ceremonia de apertura fue el gimnasta Héctor Ramírez.

## Medallistas
El equipo olímpico cubano obtuvo las siguientes medallas:
| Nombre                                                             | Deporte   | Competición |
| ------------------------------------------------------------------ | --------- | ----------- |
| Oro                                                                |           |             |
| —                                                                  |           |             |
| Plata                                                              |           |             |
| Violetta Quesada Miguelina Cobián Marlene Elejarde Fulgencia Romay | Atletismo | 4 × 100 m F |
| Hermes Ramírez Juan Morales Pablo Montes Enrique Figuerola         | Atletismo | 4 × 100 m M |
| Enrique Regüeiferos                                                | Boxeo     | 63,5 kg M   |
| Rolando Garbey                                                     | Boxeo     | 71 kg M     |
| Bronce                                                             |           |             |
| —                                                                  |           |             |